# 크로팀
크로팀(Croteam)은 자그레브에 본사를 둔 크로아티아 비디오 게임 개발사이다. 이 회사의 설립일은 1992년 8월 말이며 설립자는 4명의 동창이다. (다보르 훈스키, 다미르 페로비치, 로만 리바리치, 딘 세쿨리치) 크로팀은 시리어스 샘: 더 퍼스트 인카운터(Serious Sam: The First Encounter)에서 소개된 1인칭 슈팅 게임 시리즈인 시리어스 샘으로 가장 잘 알려져 있다. 이 회사는 2014년 퍼즐 게임인 더 탈로스 프린시플(The Talos Principle)도 개발했다. 크로팀은 2020년에 약 40명의 직원을 고용했으며 그해 10월 오랜 출판 파트너인 디볼버 디지털에 인수되었다.

## 개발한 게임
- 풋볼 글로리
- 시리어스 샘: 더 퍼스트 인카운터
- 시리어스 샘: 더 세컨드 인카운터
- 시리어스 샘 2
- 시리어스 샘 HD: 더 퍼스트 인카운터
- 시리어스 샘 HD: 더 세컨드 인카운터
- 시리어스 샘 3: BFE
- 시리어스 샘 4
- 탈로스 프린시플 II